# Giorgio Corner (cardinal)
Pour les articles homonymes, voir Giorgio Cornaro (homonymie).
Giorgio Corner (né à Venise, république de Venise, le 1er août 1658, et mort à Padoue le 10 juillet 1722) est un cardinal italien de la fin du XVIIe siècle et du XVIIIe siècle. Il est le fils de Federico et de Cornelia Contarini et le frère de Giovanni II Corner, le 111e doge de Venise. 
D'autres cardinaux de la famille Corner sont Marco Corner (1500), Francesco Corner, seniore (1527), Andrea Corner (1544), Alvise Corner (1551), Federico Cornaro, seniore, (1585), Francesco Cornaro, iuniore (1596), Federico Baldissera Bartolomeo Corner (1626) et Giovanni Corner (1778).

## Repères biographiques
Corner étudie à l'université de Pavie. Il est frère de l'ordre de Saint-Jean de Jérusalem avec le titre de prieur du Chypre. Il est protonotaire apostolique en 1690 pendant le pontificat d'Alexandre VII et est référendaire au tribunal suprême de la Signature apostolique, président de la chambre apostolique et conseiller à la Congrégation des rites. En 1692 il est élu archevêque titulaire de Rhodes (de) et nommé nonce apostolique au Portugal (en).
Giorgio est créé cardinal par le pape Innocent XII lors du consistoire du 22 juillet 1697. Le cardinal Corner est transféré au diocèse de Padoue la même année.
Le cardinal Corner participe au conclave de 1700, lors duquel Clément XI  est élu, et au conclave de 1721 (élection d'Innocent XIII).

## Succession apostolique
Giorgio Corner a ordonné les évêques suivants :
- Patriarche Dionisio Dolfin (it) (1698)
- Archevêque Angelo Maria Carlini, O.P. (1703)
- Patriarche Pietro Barbarigo (it) (1706)
- Évêque Sergio Pola (it) (1706)